# 凌子风
凌子风（1917年4月30日—1999年3月2日），原名凌风，曾用名凌项强，男，满族，祖籍中国四川合江，出生于北京，中国电影第三代导演。曾任北京電影製片廠導演，1950至1960年代，凌子風與另外三位北京電影製片廠名導演張水華、崔嵬和成蔭並稱「北影四大帥」。

## 生平
凌子风出生于北京书香世家。1933年考入北平国立艺术专科学校油画系，后转入雕塑系，1935年考入南京国立戏剧专科学校舞台美术专业。七七事变爆发，凌子风决定前往延安。在经过武汉时，接受了武汉电影制片厂的邀请担任美工师，同时在影片《保卫我们的土地》、《八百壮士》、《热血忠魂》中扮演角色。
1938年11月到达延安，参加了西北战地服务团，在团内编导演了多出话剧。1943年在鲁迅艺术学院戏剧系任教，1945年任华北联合大学艺术学院戏剧系教员。1946年参与筹建延安电影制片厂。1947年3月，参加中国共产党。
1948年开始执导电影处女作《中华女儿》。1949年后，先后在东北电影制片厂、上海电影制片厂和北京电影制片厂担任电影导演。

## 家庭
他的姐夫是画家李苦禅。其五弟的孙子为演员凌潇肃。

## 电影作品

### 导演作品[5]
- 《中华女儿》（1949）：获1950年第五届卡罗维发利国际电影节“为争取和平自由而斗争奖”。
- 《新中国简报1950年第43号：影片〈中华儿女〉获得国际奖》（1950）：纪录片；与瞿强联合执导。
- 《光荣人家》（1950）
- 《陕北牧歌》（1951）
- 《金银滩》（1953）
- 《春风吹到诺敏河》（1954）：同时担任编剧。
- 《母亲》（1956）
- 《深山里的菊花》（1958）
- 《红旗谱》（1960）：同时担任编剧。
- 《春雷》（1961）：同时担任编剧。
- 《草原雄鹰》（1964）
- 《李四光》（1979）：同时担任演员，饰杨杏佛；获1979年中国文化部优秀影片奖。
- 《骆驼祥子》（1982）：同时担任编剧；获第三届金鸡奖最佳故事片奖，第六届百花奖最佳故事片奖。
- 《边城》（1984）：获第五届金鸡奖最佳导演奖，加拿大蒙特利尔国际电影节评委会荣誉奖。
- 《马铁腿外传》（1986）：与韩兰芳联合执导。
- 《春桃》（1988）
- 《狂》（1992）

### 其他参演作品
- 《保卫我们的土地》（1938）：史东山导演。
- 《八百壮士》 (1938)：应云卫导演。
- 《热血忠魂》（1938）：袁丛美导演。
- 《边区劳动英雄——吴满有》（1946）：伊明导演；凌子风饰吴满有。
- 《风流女谍》（1989）：都郁导演。

### 摄影作品
- 《保卫延安和保卫陕甘宁边区》（1947）：纪录片。

### 美术、艺术指导作品
- 《杨乃武与小白菜》（1962）：马尔路、苏菲导演。

### 其他编剧作品
- 《九月(中国电影)（英语：September (1984 film)）》（1984）：田壮壮导演。